# Billy Sharp
William Louis Sharp, meglio conosciuto come Billy Sharp (Sheffield, 5 febbraio 1986), è un calciatore inglese, attaccante del Doncaster.

## Caratteristiche tecniche
È una prima punta.

## Carriera
Il 3 novembre 2011 ha giocato e segnato contro il Middlesbrough due giorni dopo la scomparsa prematura di suo figlio; dopo questa rete ha esibito una maglietta con la scritta «That's for you, son» (in italiano «Questo è per te, figliolo»).
Il 30 gennaio 2012 passa in prestito al Southampton, segnando sùbito all'esordio contro il Burnley.

## Statistiche

### Presenze e reti nei club
Statistiche aggiornate al 22 ottobre 2023.
| Stagione                 | Squadra                  | Campionato               | Campionato | Campionato | Coppe nazionali | Coppe nazionali | Coppe nazionali | Coppe continentali | Coppe continentali | Coppe continentali | Altre coppe | Altre coppe | Altre coppe | Totale | Totale |
| Stagione                 | Squadra                  | Comp                     | Pres       | Reti       | Comp            | Pres            | Reti            | Comp               | Pres               | Reti               | Comp        | Pres        | Reti        | Pres   | Reti   |
| ------------------------ | ------------------------ | ------------------------ | ---------- | ---------- | --------------- | --------------- | --------------- | ------------------ | ------------------ | ------------------ | ----------- | ----------- | ----------- | ------ | ------ |
| 2005-gen. 2006           | Rushden & Diamonds       | FL2                      | 16         | 9          | FACup+CdL       | 0+0             | 0+0             | -                  | -                  | -                  | FLT         | 0           | 0           | 16     | 9      |
| gen.-giu. 2006           | Scunthorpe United        | FL1                      | 25         | 16         | FACup+CdL       | 2+2             | 0+0             | -                  | -                  | -                  | FLT         | 2           | 1           | 31     | 17     |
| 2006-2007                | Scunthorpe United        | FL1                      | 45         | 30         | FACup+CdL       | 3+2             | 1+1             | -                  | -                  | -                  | FLT         | 0           | 0           | 50     | 32     |
| 2007-gen. 2008           | Scunthorpe United        | FLC                      | 12         | 7          | FACup+CdL       | 2+0             | 0+0             |                    |                    |                    | -           | -           | -           | 14     | 7      |
| Totale Scunthorpe United | Totale Scunthorpe United | Totale Scunthorpe United | 82         | 53         |                 | 11              | 2               |                    | 0                  | 0                  |             | 2           | 1           | 95     | 56     |
| gen.-giu. 2008           | Sheffield United         | FLC                      | 29         | 4          | FACup+CdL       | 4+3             | 0+2             | -                  | -                  | -                  | -           | -           | -           | 36     | 6      |
| 2008-2009                | Sheffield United         | FLC                      | 24         | 4          | FACup+CdL       | 4+2             | 2+1             | -                  | -                  | -                  | -           | -           | -           | 30     | 7      |
| 2009-2010                | Doncaster Rovers         | FLC                      | 33         | 15         | FACup+CdL       | 2+0             | 0+0             | -                  | -                  | -                  | -           | -           | -           | 35     | 15     |
| 2010-2011                | Doncaster Rovers         | FLC                      | 29         | 15         | FACup+CdL       | 2+0             | 1+0             | -                  | -                  | -                  | -           | -           | -           | 31     | 16     |
| 2011-gen. 2012           | Doncaster Rovers         | FLC                      | 20         | 10         | FACup+CdL       | 0+0             | 0+0             | -                  | -                  | -                  | -           | -           | -           | 20     | 10     |
| gen.-giu. 2012           | Southampton              | FLC                      | 17         | 9          | FACup+CdL       | 0+1             | 0+1             | -                  | -                  | -                  | -           | -           | -           | 18     | 10     |
| 2012-2013                | Nottingham Forest        | FLC                      | 39         | 10         | FACup+CdL       | 1+0             | 1+0             | -                  | -                  | -                  | -           | -           | -           | 40     | 11     |
| 2013-gen. 2014           | Reading                  | FLC                      | 10         | 2          | FACup+CdL       | 0+0             | 0+0             | -                  | -                  | -                  | -           | -           | -           | 10     | 2      |
| gen.-giu. 2014           | Doncaster Rovers         | FLC                      | 16         | 4          | FACup+CdL       | 0+0             | 0+0             | -                  | -                  | -                  | -           | -           | -           | 16     | 4      |
| Totale Doncaster Rovers  | Totale Doncaster Rovers  | Totale Doncaster Rovers  | 98         | 44         |                 | 4               | 1               |                    | 0                  | 0                  |             | 0           | 0           | 102    | 45     |
| 2014-2015                | Leeds United             | FLC                      | 33         | 5          | FACup+CdL       | 1+1             | 0+0             | -                  | -                  | -                  | -           | -           | -           | 35     | 5      |
| 2015-2016                | Sheffield United         | FL1                      | 44         | 21         | FACup+CdL       | 2+0             | 0+0             | -                  | -                  | -                  | FLT         | 2           | 0           | 48     | 21     |
| 2016-2017                | Sheffield United         | FL1                      | 46         | 30         | FACup+CdL       | 1+1             | 0+0             | -                  | -                  | -                  | FLT         | 1           | 0           | 49     | 30     |
| 2017-2018                | Sheffield United         | FLC                      | 34         | 13         | FACup+CdL       | 2+1             | 1+0             | -                  | -                  | -                  | -           | -           | -           | 37     | 14     |
| 2018-2019                | Sheffield United         | FLC                      | 40         | 23         | FACup+CdL       | 1+1             | 0+1             | -                  | -                  | -                  | -           | -           | -           | 42     | 24     |
| 2019-2020                | Sheffield United         | PL                       | 25         | 3          | FACup+CdL       | 3+1             | 1+0             | -                  | -                  | -                  | -           | -           | -           | 29     | 4      |
| 2020-2021                | Sheffield United         | PL                       | 16         | 3          | FACup+CdL       | 2+1             | 2+0             | -                  | -                  | -                  | -           | -           | -           | 19     | 5      |
| 2021-2022                | Sheffield United         | FLC                      | 39         | 14         | FACup+CdL       | 1+2             | 0+1             | -                  | -                  | -                  | -           | -           | -           | 42     | 15     |
| 2022-2023                | Sheffield United         | FLC                      | 38         | 2          | FACup+CdL       | 6+1             | 1+0             | -                  | -                  | -                  | -           | -           | -           | 45     | 3      |
| Totale Sheffield United  | Totale Sheffield United  | Totale Sheffield United  | 331        | 117        |                 | 43              | 12              |                    | 0                  | 0                  |             | 3           | 0           | 377    | 129    |
| 2023                     | LA Galaxy                | MLS                      | 12         | 6          | USOC            | 0               | 0               | -                  | -                  | -                  | -           | -           | -           | 12     | 6      |
| gen.-giu. 2024           | Hull City                | FLC                      | 11         | 0          | FACup+CdL       | 2+0             | 0+0             | -                  | -                  | -                  | -           | -           | -           | 13     | 0      |
| 2024-2025                | Doncaster                | FL2                      | 3          | 1          | FACup+CdL       | 0+1             | 0+1             | -                  | -                  | -                  | -           | -           | -           | 4      | 2      |
| Totale carriera          | Totale carriera          | Totale carriera          | 656        | 256        |                 | 61              | 18              |                    | 0                  | 0                  |             | 5           | 1           | 722    | 275    |

## Palmarès

### Club

#### Competizioni nazionali
- Football League One: 2

Scunthorpe United: 2006-2007
Sheffield United: 2016-2017
- Campionato inglese di quarta divisione: 1

Doncaster: 2024-2025

### Individuale
- Miglior calciatore della Football League One: 2

2006-2007, 2016-2017
- Capocannoniere della terza divisione inglese: 1

2016-2017 (30 reti)